# Instytut Nauk o Polityce i Administracji Uniwersytetu Zielonogórskiego
Instytut Politologii Uniwersytetu Zielonogórskiego – jeden z 4 instytutów Wydziału Nauk Społecznych Uniwersytetu Zielonogórskiego. 

## Władze Instytutu
W kadencji 2020–2024:
| Stanowisko                         | Imię i nazwisko            |
| ---------------------------------- | -------------------------- |
| Dyrektor                           | prof. dr hab. Stefan Dudra |
| Zastępca Dyrektora ds. kształcenia | dr Piotr Pochyły           |

## Struktura organizacyjna

### Katedra Historii Najnowszej i Myśli Politycznej
Samodzielni pracownicy naukowi:
- dr hab. Olgierd Kiec – kierownik Katedry
- dr hab. Tytus Jaskułowski
- dr hab. Jarosław Macała

### Katedra Stosunków Międzynarodowych
Samodzielni pracownicy naukowi:
- dr hab. Ryszard Michalak – kierownik Katedry
- prof. dr hab. Stefan Dudra
- dr hab. Aleksandra Kruk

### Katedra Systemów Politycznych i Administracji
Samodzielni pracownicy naukowi:
- dr hab. Ryszard Zaradny – kierownik Katedry

### Katedra Teorii Polityki i Administracji
Samodzielni pracownicy naukowi:
- prof. dr hab. Wiesław Hładkiewicz – kierownik Katedry
- dr hab. Łukasz Młyńczyk

### Pracownia Badań nad Mniejszościami Narodowymi i Etnicznymi
Samodzielni pracownicy naukowi:
- prof. dr hab. Stefan Dudra – kierownik Pracowni
- dr hab. Aleksandra Kruk
- dr hab. Ryszard Michalak

### Pracownia Studiów Niemcoznawczych
Samodzielni pracownicy naukowi:
- dr hab. Aleksandra Kruk – kierownik Pracowni
- dr hab. Olgierd Kiec

### Pracownia Polityki Energetycznej i Bezpieczeństwa
Samodzielni pracownicy naukowi:
- dr Piotr Pochyły – kierownik Pracowni